# Żarnowiec (Beskid Śląski)
Żarnowiec, Żar (688 m n.p.m.) – północno-wschodni, niższy wierzchołek Lipowskiego Gronia w Paśmie Równicy w Beskidzie Śląskim. Stok południowo-wschodni opada do potoku Żarnowiec, północno-zachodni na zabudowane obszary Pogórza Cieszyńskiego, do należącego do Ustronia osiedla Lipowiec.
Żarnowiec obecnie jest zarośnięty lasem, ale dawniej były na nim duże polany, obecnie już zarastające, ale jeszcze widoczne na zdjęciach lotniczych. Nazwa szczytu związana jest z dawną gospodarką żarową (wypaleniskową), spotykana w całych Beskidach.

## Szlak turystyczny
Przez Żarnowiec prowadzi żółty szlak turystyczny ze Skoczowa do schroniska na Równicy.
 odcinek: Lipowiec – Żarnowiec – Lipowski Groń – schronisko PTTK na Równicy. Odległość 4,2 km, suma podejść 430 m, czas przejścia 1:45 godz., z powrotem 1:15 godz.